# Smrtihlav (album)
Daniel Landa a sedm statečných: Smrtihlav je neřadové album, hudební projekt, českého hudebníka Daniela Landy, na kterém se objevil spolu s dalšími interprety - Lenka Dusilová, Jana Feriová, Jan Simon Kůstka, Patrick Tenev, Andrej Bestčasnyj, David Müller, Ondřej Soukup apod.
Album bylo vydáno v roce 1998 vydavatelstvím EMI. Prodalo se ho přes 51 000 nosičů, za toto album získal Zlatou desku.

## Písně
1. Smrtihlav (3:40) Daniel Landa
2. Holka magor (3:29) Lenka Dusilová
3. Forbes (4:01) Jan Simon Kůstka
4. Hlad (3:43) Patrick Tenev
5. Fet (4:16) Lenka Dusilová
6. Roza die rose (3:50) Andrej Bestčasnyj a David Müller
7. Černá vdova (4:27) Jana Feriová
8. Krvavá parta (4:24) Daniel Landa a Lenka Dusilová
9. Die Schore (4:22) David Muller
10. Houmles (3:47) Ondřej Soukup, Daniel Landa, Lenka Dusilová a Homeless sbor

## Spolupráce na albu
Smrtihlav je postava z bájí, která má vyčistit tento Svět. Celé album, které vyšlo v roce 1998, se od ostatních rapidně liší, nejen, že nejde o sólovou desku, ale veškerá hudba je elektronická (vyjma některých kytarových sól). Landa zpívá jen ve třech písních (úvodní Smrtihlav, Krvavá parta a Houmles), jinak zůstává jako skladatel, textař a producent. V ostatních skladbách zpívají: Lenka Dusilová, Simon, Patrick Tenev, Andrej Bestčasnyj, David Müller, Jana Feirová, Ondřej Soukup. V poslední písni Houmles vystupuje sbor ve složení: Michal Suchánek, Tibor Stuchlík, Martin Koloc a FF. V albu se vyskytují ponuré texty, které se opět týkají především problémů dnešní společnosti (drogy, gamblerství, bezdomovci, mafie...). Na desce je 10 skladeb v čase 40:11 min.
Byly natočeny videoklipy: Smrtihlav (Daniel Landa), Holka Magor (Lenka Dusilová)